# Niton, England
Niton är en ort i civil parish Niton and Whitwell, Storbritannien. Den ligger i grevskapet Isle of Wight och riksdelen England, i den södra delen av landet, 130 km sydväst om huvudstaden London. Niton ligger 111 meter över havet och antalet invånare är 1 142. Den ligger på ön Isle of Wight. Civil parish hade 868 invånare år 1931. Byn nämndes i Domedagsboken (Domesday Book) år 1086, och kallades då Neeton.
Terrängen runt Niton är huvudsakligen platt, men österut är den kuperad. Havet är nära Niton söderut.  Närmaste större samhälle är Newport, 12,7 km norr om Niton. 